# Hancock (film)

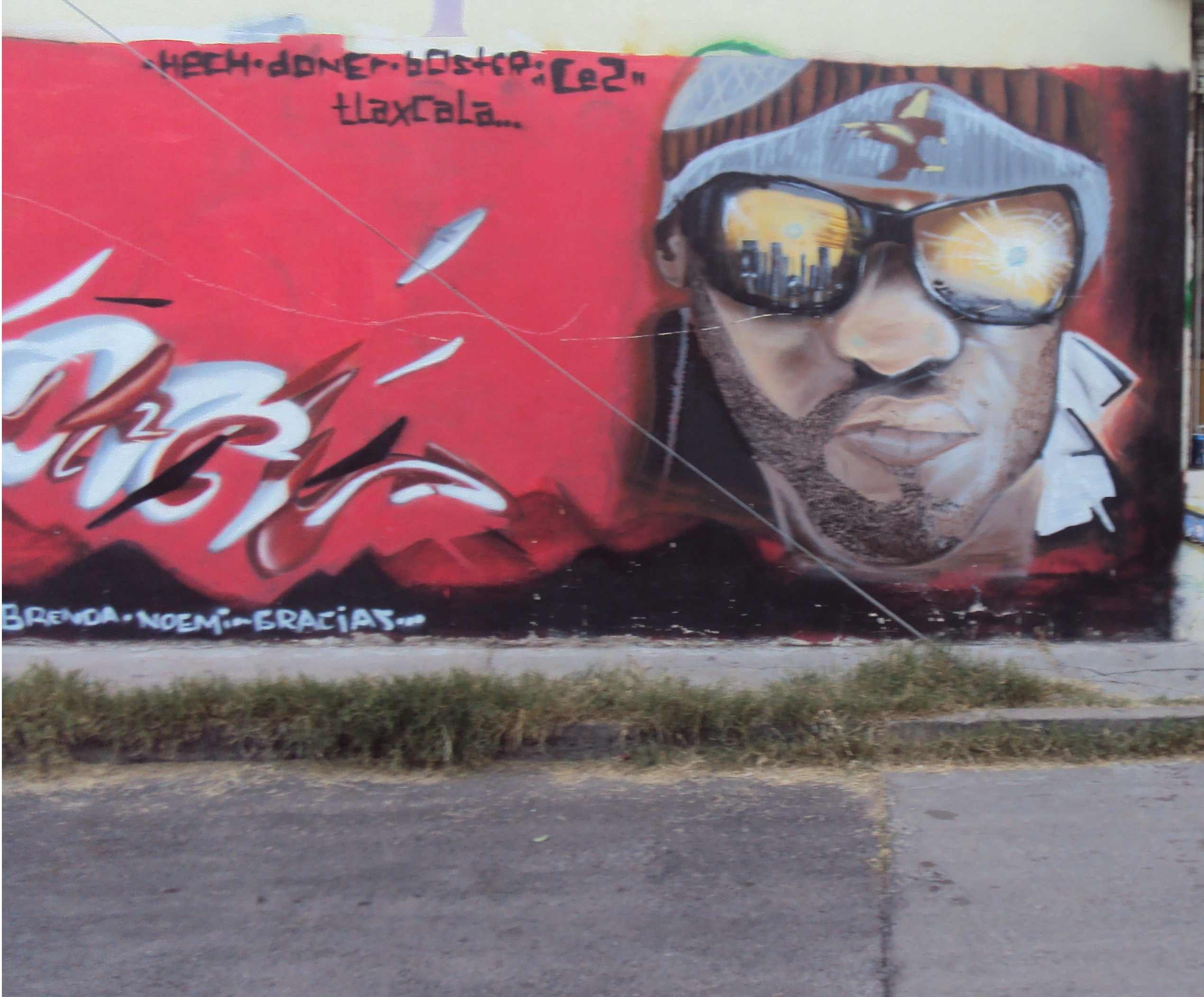
Graffiti, voorstellende het personage Hancock

Hancock is een Amerikaanse komische superheldenfilm uit 2008, geregisseerd door Peter Berg. De titelrol wordt vertolkt door Will Smith. Andere hoofdrolspelers zijn Jason Bateman en Charlize Theron.

## Verhaal
Hancock is een superheld met onder andere bovenmenselijke spierkracht, het vermogen om te vliegen, en onkwetsbaarheid. Zijn glorietijd lijkt echter voorbij. Hij is verslaafd geraakt aan alcohol, is dakloos, en de mensen walgen van hem. Vroeger redde hij vele levens in Los Angeles, maar hij had er geen moeite mee om gebouwen, voertuigen en andere objecten die daarbij in de weg stonden te verwoesten. De laatste keer dat hij een paar criminelen ving, veroorzaakte hij voor 9 miljoen dollar aan schade.
Wanneer hij op een dag het leven redt van een pr-executive genaamd Ray Embrey, lijkt zijn geluk te keren. Als dank voor de redding wil Ray proberen Hancock weer populair te maken bij de mensen.
De situatie wordt echter lastiger wanneer blijkt dat Rays vrouw, Mary, ook een superheld is.

## Rolverdeling
| Acteur          | Personage    |
| --------------- | ------------ |
| Will Smith      | John Hancock |
| Jason Bateman   | Ray Embrey   |
| Charlize Theron | Mary Embrey  |
| Johnny Galecki  | Jeremy       |
| Eddie Marsan    | Red          |
| David Mattey    | Man Mountain |
| Maetrix Fitten  | Matrix       |
| Thomas Lennon   | Mike         |

## Achtergrond

### Productie
Het scenario voor de film werd reeds in 1996 geschreven door scenarioschrijver Vincent Ngo. Dit scenario droeg de titel Tonight, He Comes, en draaide om een gevallen superheld en diens 12-jarige fan. Regisseur Tony Scott zag wel wat in de film, maar ging er uiteindelijk niet verder op in.
Producer Akiva Goldsman ontdekte het scenario, en spoorde Richard Saperstein, toen de president van de productieafdeling van Artisan Entertainment, aan om de rechten op het scenario te kopen. Dit gebeurde in 2002.
Het scenario onderging nog een aantal veranderingen, welke werden uitgevoerd door schrijvers Vince Gilligan en John August. Verschillende studio’s boden ondertussen aan de film te produceren. In 2005 kreeg Columbia Pictures de distributierechten. De film zelf werd gepland voor 2006, om de opnames voor de film I Am Legend (waar Will Smith eveneens in meespeelde, en hij het contract reeds voor had getekend) voor te zijn.
Een van de schrijvers van het scenario, Jonathan Mostow, verliet de crew echter voor de opnames begonnen. Derhalve liep het project vertraging op, en moest Smith eerst I Am Legend filmen voor hij aan de opnames van Hancock mee kon werken.
De opnames begonnen uiteindelijk op 3 juli 2007 in Los Angeles.

### Uitgave
De titel van de film werd al voor het filmen begon veranderd in “Hancock”. De originele titel luidde Tonight, He Comes. Marketingsconsultants probeerden Sony over te halen de titel te veranderen omdat Hancock volgens hen niet duidelijk was voor het doelpubliek. Desondanks bleef Sony bij de titel, en verwachtte dat Will Smiths bekendheid genoeg was om de film bekend te maken bij een groot publiek.
Hancock ging in première als openingsfilm op het 30e Internationaal filmfestival van Moskou op 19 juni 2008. De officiële première in de bioscopen was op 1 juli 2008.

## Prijzen en nominaties
In 2008 werd Hancock genomineerd voor een Golden Trailer in de categorie Summer 2008 Blockbuster.